# Ivan Kovačić
 Ovo je glavno značenje pojma Ivan Kovačić. Za članak o istoimenom književniku pogledajte Ivan Kovačić (književnik).
Ivan Kovačić(Split, 25. travnja 1974.) bivši je hrvatski ministar uprave.